# شامل حسام‌الدین‌اف
شامل حسام‌الدین‌اف (تاتاری: Шамил Хисаметдинев؛ زادهٔ ۲۰ سپتامبر ۱۹۵۰) کشتی‌گیر تاتار تبار اهل شوروی بود.